# Бло-Юнгфрун
Бло-Юнгфрун (швед. Blå Jungfrun) – шведский остров в проливе Кальмарсунд между Эландом и материковой частью Швеции. Административно относится к Оскарсхамнской коммуне Кальмарского лена.

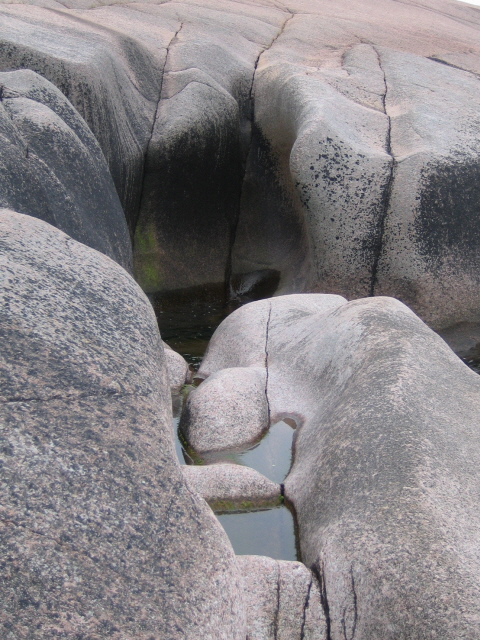
Скалы на Бло-Юнгфрун

## География
Бло-Юнгфрун лежит в 10 км к юго-востоку от острова Фурё и состоит из голых скал красноватого гранита и валунов. Диаметр острова не более одного километра. Северная часть острова представляет собой скалы с расщелинами и впадинами. Южная часть, поросшая лиственным лесом, гораздо более низкая. На острове есть пещеры и каменный лабиринт.
Бло-Юнгфрун имеет морское сообщение с Оскарсхамном на материке и Бюкселькруком на Эланде.

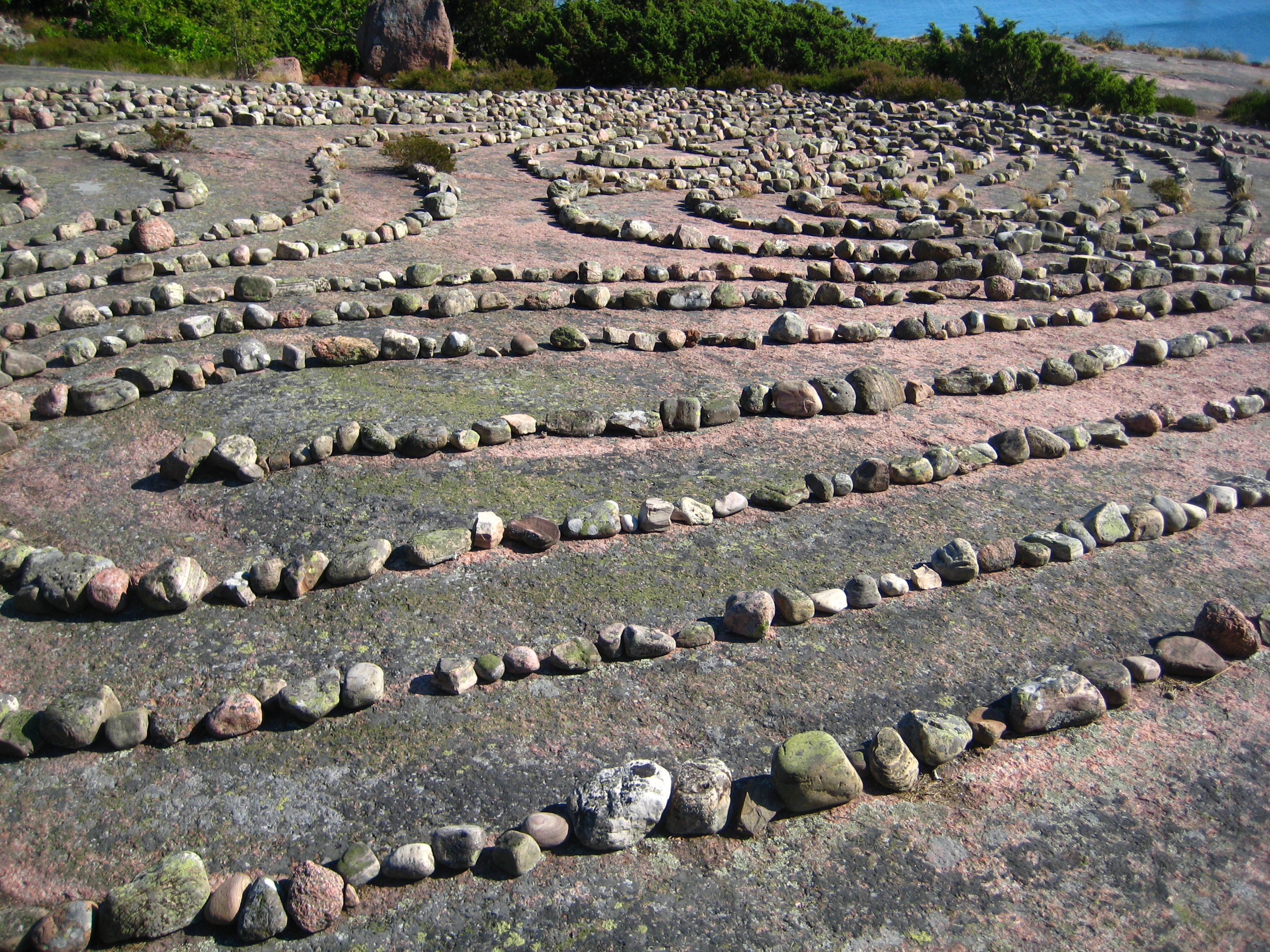
Каменный лабиринт

## Природа
Флора острова богата лишайниками, которых здесь насчитывается более 200 видов. Животный мир острова довольно скуден: здесь водятся лишь зайцы-беляки и летучие мыши. На Бло-Юнгфрун обитают чистики, но сейчас они там не гнездятся. Регулярно отмечается появление орлана-белохвоста.

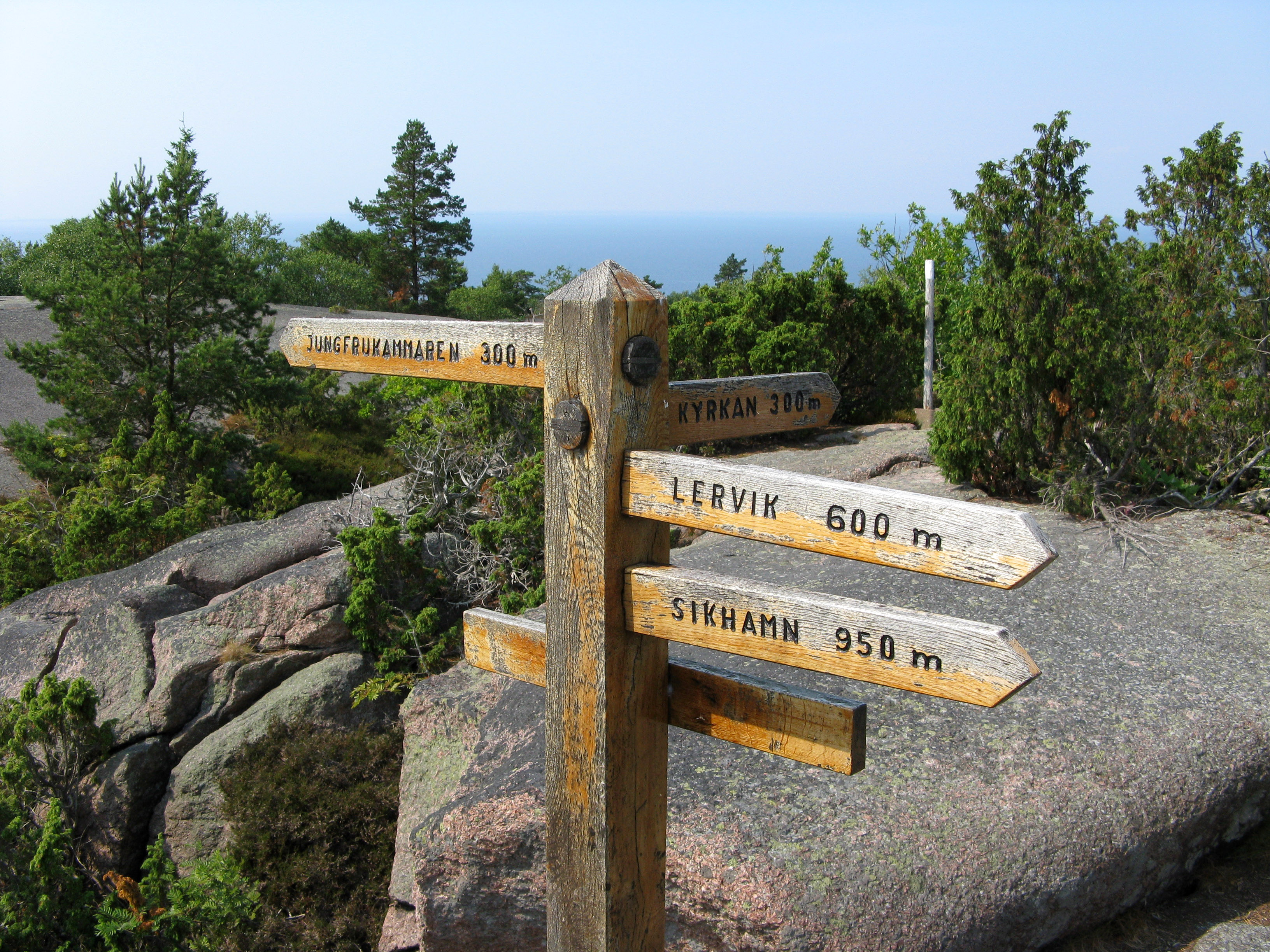
Указатель на высшей точке острова

## История
На Бло-Юнгфрун люди, по-видимому, никогда постоянно не жили. В южношведском фольклоре остров считался местом шабаша ведьм.
В 1741 году остров посетил Карл Линней, а в июле 1896 года здесь состоялась свадьба Вернера фон Хейденстама и Ольги Виберг.
В 1926 году на Бло-Юнгфрун был создан национальный парк, а в 1988 его площадь была расширена до 198 га, из которых 132 га занимает водное пространство.

## Ссылки

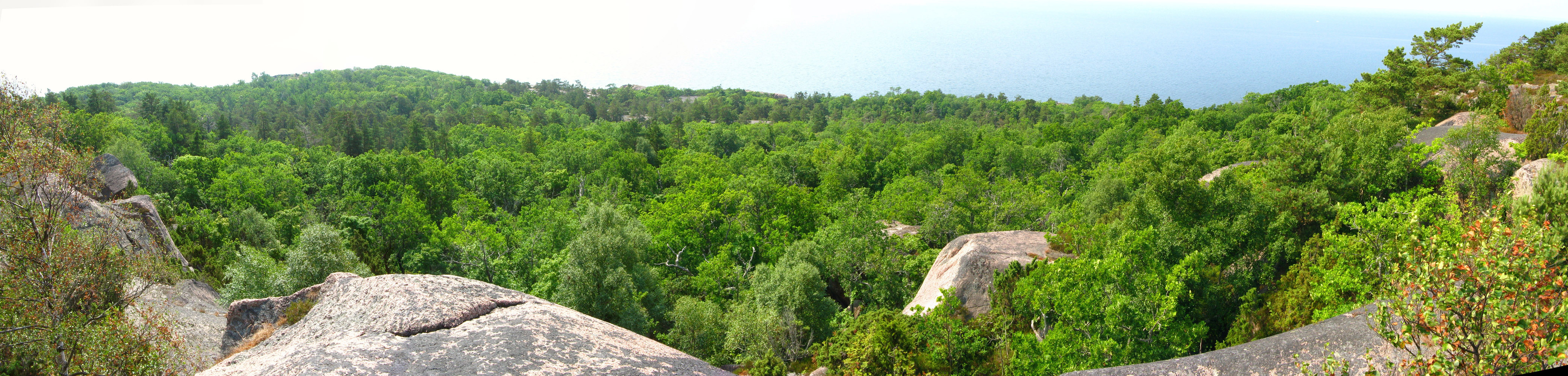
Вид с высшей точки острова